# Acronicta bidens
Acronicta bidens là một loài bướm đêm trong họ Noctuidae.